# Sinobryobia fani
Sinobryobia fani är en spindeldjursart som beskrevs av John Stanley Beard 2003. Sinobryobia fani ingår i släktet Sinobryobia och familjen Tetranychidae. Inga underarter finns listade i Catalogue of Life.